# Burg Rotenstein
Die Burg Rotenstein, auch Ober-Rothenstein genannt, ist eine Ruine einer Niederungsburg bei dem Ortsteil Hausen der Stadt Rottweil im Landkreis Rottweil in Baden-Württemberg.
Die Burgruine befindet sich am Eschachübergang zur Burg Wildenstein am alten Weg von Rottweil nach Villingen.
Die Burg wurde 1308 erwähnt, vermutlich im Besitz der Grafen Rudolf und Albrecht von Hohenberg, war dann lange im Besitz der Familie Bletz von Rotenstein und wurde im 18. Jahrhundert an die Reichsabtei Rottenmünster verkauft. Ab 1919 wurde die Burg abgetragen. Von der ehemaligen Burganlage sind noch Mauerreste erhalten.